# 45 do Segundo Tempo
45 do Segundo Tempo é um filme brasileiro de 2022, do gênero comédia dramática, dirigido por Luiz Villaça e protagonizado por Tony Ramos, Ary França e Cássio Gabus Mendes como um trio de amigos que se reencontram após muito tempo afastados.

## Sinopse
Pedro (Tony Ramos) se reencontra com dois amigos amigos de colégio, Ivan (Cássio Gabus Mendes) e Mariano (Ary França), os quais ele não via há 40 anos, para recriar uma foto tirada em 1974 durante a inauguração do metrô de São Paulo. Agora, eles discutem suas crises existenciais, envelhecimento e os caminhos da vida de cada um. Inesperadamente, Pedro anuncia a decisão de tirar sua própria vida. Mas antes de fazer isso, ele deseja ver seu time de futebol campeão.

## Elenco
- Tony Ramos como Pedro Baresi[3]
- Cássio Gabus Mendes como  Ivan
- Ary França como Mariano
- Denise Fraga como Lilian
- Louise Cardoso como Soninha
- Filipe Bragança como João

## Produção
O filme é uma produção da Bossa Nova Filmes em coprodução com a Globo Filmes, Telecine e SPcine. A escalação de elenco e gravações começaram a ser planejadas no final do primeiro semestre de 2018. O ator, conhecido por seus trabalhos na televisão, volta aos cinemas Tony Ramos e divide o protagonismo com Ary França e Cássio Gabus Mendes. As gravações do filme ocorreram na cidade de São Paulo.

## Lançamento
O cartaz e o trailer do filme começaram a ser divulgados pela Paris Filmes e Downtown Filmes a partir de 19 de julho de 2021, na mesma data em que se comemora o Dia Nacional do Futebol, isso porque o personagem principal do filme possui uma forte ligação com o futebol. A estreia nos cinemas ocorreu em 12 de maio de 2022.